# Houston Stewart Chamberlain
Houston Stewart Chamberlain, angleško-nemški politični filozof in publicist, * 9. september 1855, Portsmouth, Anglija, Združeno kraljestvo, † 9. januar 1927, Bayreuth, Weimarska republika (zdaj Nemčija).
Njegovo zagovorništvo rasne in kulturne superiornosti tako imenovanega arijskega elementa v evropski kulturi je vplivalo na pan-nemško in nemško nacionalistično misel, zlasti na nacionalno socialistično gibanje Adolfa Hitlerja.

## Življenje

### Otroštvo in najstniška leta
Houston Stewart Chamberlain je bil rojen v letoviškem kraju Southsea, predelu mesta Portsmouth v Angliji, grofija Hampshire, kot zadnji sin admirala Williama Charlesa Chamberlaina. Njegova mati, Eliza Jane, je umrla preden je Chamberlain dopolnil eno leto, zato ga je vzgajala njegova babica v Franciji. Zaradi slabega zdravja so ga pozimi pogosto morali poslati v kraje s toplejšim podnebjem v Španiji in Italiji.
Izobraževati se je začel v liceju v Versaillesu, vendar je njegov oče zanj načrtoval vojaško kariero. Pri enajstih letih je zato začel obiskovati Cheltenham College, angleški internat, na katerega je hodilo veliko kasnejših vojaških in mornariških uslužbencev. Chamberlainu ni bilo izobraževanje na Cheltenhamu niti malo všeč, poleg tega pa se je tam počutil osamljenega. Mladi Chamberlain je bil "kompulzivni sanjač", bolj ga je zanimala umetnost kot delo v vojski, razvil je naklonjenost do narave in skoraj mističen občutek samega sebe. Glavni interes Chamberlaina pri študiju v Cheltenhamu je bilo naravoslovje, zlasti astronomija. Možnost, da bi služil kot uradnik v Indiji ali drugje v Britanskem cesarstvu, ga ni zanimala. Poleg tega je bil občutljiv otrok s slabim zdravjem. Pri štirinajstih letih je zato prenehal obiskovati Chetlenham. Chamberlain je nato potoval po različnih zdraviliščih po Evropi, kjer ga je spremljal pruski tutor, botanik Otto Kuntze, ki ga je naučil tekoče nemško in ga poučeval o nemški kulturi in zgodovini.

### Študij
Chamberlain je nato odšel v Ženevo, kjer je študiral pod mentorstvom Karla Vogta in drugih profesorjev botanike (Argoviensis, Thury, Plantamour). Študiral je sistematično botaniko, geologijo, astronomijo in kasneje anatomijo in fiziologijo človeškega telesa. V 1880-ih je Chamberlain študiral naravoslovje v Ženevi in na Dunaju. Napisal je disertacijo o strukturi rastlin, ki jo je sprejela Univerza na Dunaju leta 1889, vendar ni nikoli iskal akademskega položaja.

### Odraslost
Kasneje se je preselil v Dresden, kjer je postal velik oboževalec Wagnerjeve glasbe in filozofije. Chamberlain je bil potopljen v filozofijo in postal ljudski (nem. völkisch) pisec, eden od tistih, ki se bolj cenil prispevke nemškega naroda h kulturi kot pa kvanititativne fizične razlikami med narodi in rasami. To dokazuje njegova velika razprava o Immanuelu Kantu. Leta 1878 se je Chamberlain poročil s svojo prvo ženo, Anno Horst, od katere se je leta 1905 ločil. Leta 1908 se je poročil s hčerko Richarda Wagnerja, Evo Wagner, naslednje leto pa se je preselil v Nemčijo in postal pomemben član bayeruthskega wagnerjanskega krožka nemških nacionalističnih intelektualcev. Do začetka svetovne vojne leta 1914 je Chamberlain ostal Anglež na podlagi svojega imena in državljanstva, leta 1916 pa je pridobil nemško državljanstvo in v imenu nemške vlade začel propagando, ki je trajala ves čas vojne. Njegova obtožba lastne rojstne dežele je bila vrhunec njegove zavrnitve kapitalizma domorodne Anglije. Chamberlain je leta 1916 prejel cesarski Železni križ. Po vojni se je Chamberlainovo kronično slabo zdravje obrnilo na slabše in je bil deloma paraliziran, še naprej je živel v Bayreuthu vse do svoje smrti leta 1927.

## Delo
Chamberlain je najraje pisal v nemščini in vsa njegova glavna dela so bila napisala v tem jeziku. Njegove prve objavljene knjige so bile študije Wagnerja: Das Drama Richard Wagners (1892) in njegova biografija z naslovom Richard Wagner (1896). Najpomembnejše delo Chamberlaina je Temelji devetnajstega stoletja (Die Grundlagen des neunzehnten Jahrhunderts, 1899). Med kasnejša dela Chamberlaina spadajo študije Kanta (1905) in Goetheja (1912), avtobiografski Lebenswege meines Denkens (1919) in Rasse und Persönlichkeit (1925). V času prve svetovne vojne je Chamberlain zagovarjal nemško stran, njegovi pro-nemški, anti-angleški zapisi pa so bili v angleščini objavljeni kot The ravings of a renegade (1916). Chamberlain je leta 1923 spoznal mladega Hitlerja in napisal nekaj člankov, v katerih ga je hvalil in podpiral.

### Temelji devetnajstega stoletja
V tem delu, ki je tudi njegova najbolj prodajana knjiga,  je Chamberlain - pod očitnim vplivom rasnega teoretika Arthurja de Gobineauja - »utemeljil« večvrednost arijske rase in zastrupljevalsko manjvrednost semitske rase. Knjiga obsega kakih tisoč dvesto strani, ki jih je Chamberlain napisal v devetnajstih mesecih med 1. aprilom 1897 in 31. oktobrom 1898 na Dunaju, natisnjena pa je bila leta 1899. Tako kot Gobineau je tudi sam Chamberlain videl ključ zgodovine in podlago vse civilizacije v rasi. V Nemcih je videl raso gospodarjev in upanje za boljšo, svetlo prihodnost. Trdil je, da so le Nemci podedovali najboljše odlike Grkov in Indoarijcev. “Bog gradi danes samo na Nemcih,” je zapisal Chamberlain. Glavna tematika njegovih Temeljev devetnajstega stoletja je bila borba za obrambo rasnega germanstva oziroma germanske krvi proti tujim elementom judaizma in rimokatolištva. Znova in znova je tudi dokazoval eno izmed poglavitnih tez tega svojega dela, in sicer, da se je Evropa po zaslugi tevtonske (germanske) invazije izvlekla iz kaosa rimske dekadence.
Objava Temeljev devetnajstega stoletja je sprožila precejšnjo senzacijo in je temu angleškemu germanofilu prinesla v Nemčiji nenadno slavo. Zgornji razredi so jo sprejeli za svojo, saj so v njej očitno našli prav tisto, v kar so si želeli verjeti.  Knjiga je bila zelo pomembna za nemškega cesarja Viljema II., ki je postal njegov prijatelj, in kot "duhovni" temelj Tretjega rajha, saj so Chamberlainove ideje o rasi imele velik vpliv na Adolfa Hitlerja, ki jih je zlahka prilagodil svoji nacistični ideologiji. 

### Seznam del
- Das Drama Richard Wagners (1892)
- Richard Wagner (1895)
- Die Grundlagen des neunzehnten Jahrhunderts (1899)
- Arische Weltanschauung (1905)
- Heinrich von Stein und seine Weltanschauung (1903)
- Immanuel Kant (1905)
- Goethe (1912)
- Kriegsaufsätze (1915)
- Lebenswege meines Denkens (1919)
- Rasse un Persönlichkeit (1925)